# Andreu Casanovas i Cantarell
Andreu Casanovas i Cantarell (Manresa, Bages, 3 de març de 1803 - La Seu d'Urgell, l'Alt Urgell, 13 de juny de 1870), fou un prevere i historiador català.
Va estudiar al Seminari Conciliar de Barcelona, per a rebre a continuació l'ordenació sacerdotal l'any 1829. El 13 de juny d'aquell mateix any anà destinat com a vicari a la parròquia d'El Prat de Llobregat. Posteriorment va esdevenir ecònom de Santa Maria de Sants, que llavors encara era sufragània de la parròquia del Pi de Barcelona. Amb el temps, l'any 1845, quan Santa Maria de Sants va adquirir categoria de parròquia, Casanovas va obtenir el càrrec de rector per oposició, en propietat, l'any 1846. L'1 de maig de 1852, mitjançant un Reial Decret, Casanovas és nomenat canonge prelat de la Seu d'Urgell. El mes d'octubre d'aquell mateix any fou elegit arxiver del capítol catedralici de la Seu. Més endavant, i també gràcies a un Reial Decret amb data de 9 de maig de 1856, a Casanovas i Cantarell li fou concedida la dignitat de cabiscol de la catedral d'Urgell.
Pel que fa a la seva obra literària, és autor entre d'altres de la Memoria sobre la necesidad é importancia de construir una carretera desde Lérida á Seo de Urgel (impresa a Madrid l’any 1859), de tres volums manuscrits sobre impressions d'un viatge que feu l'any 1849 per diversos països europeus, i també d'una Història d'Urgell, manuscrita i inèdita, i que mai arribà a veure publicada, ja que Casanovas va morir tot just acabada la seva redacció.